# Michael Heizer

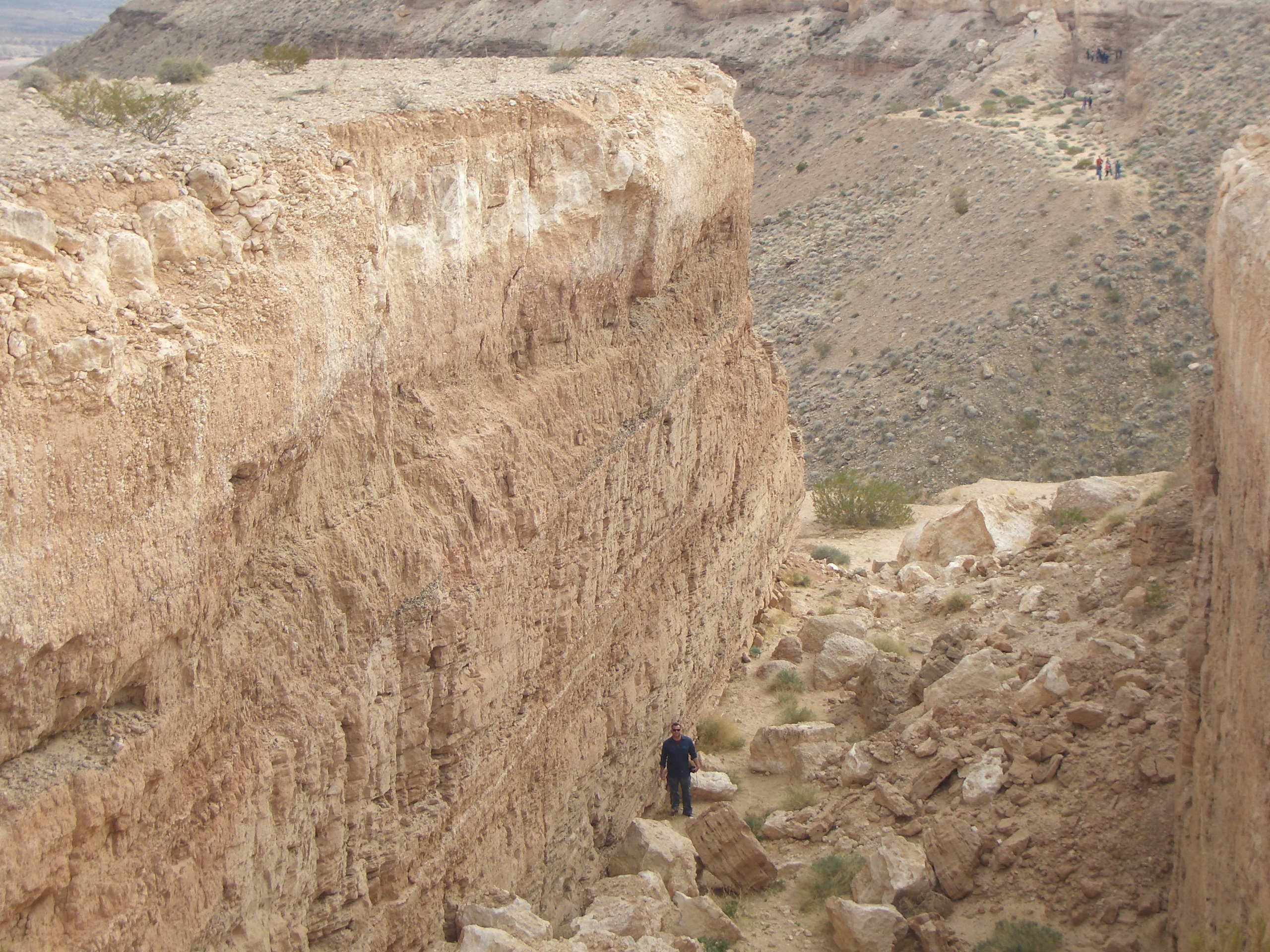
Double Negative i Nevada

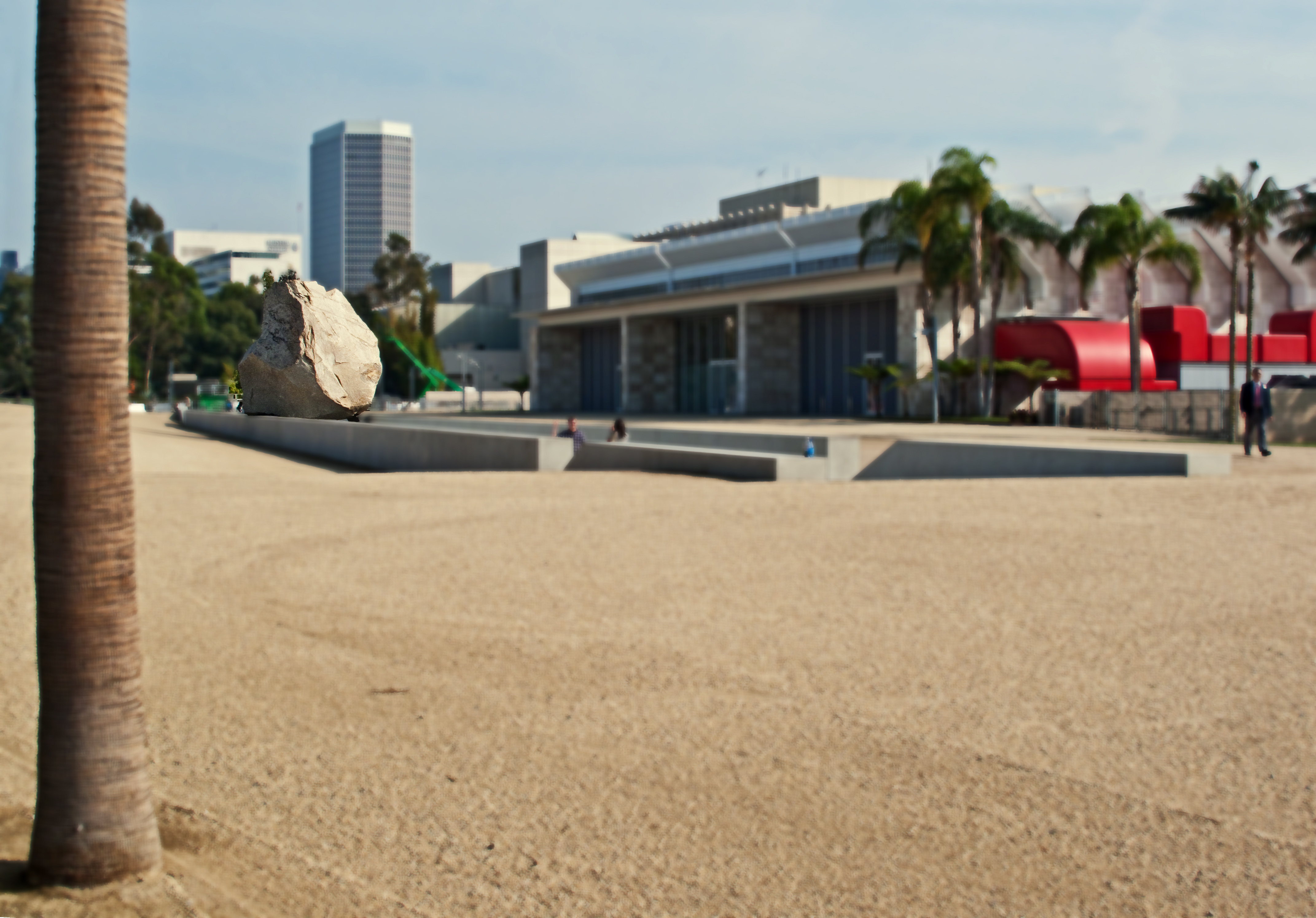
Levitated Mass under färdigställande utanför Los Angeles County Museum of Art 2012

Michael Heizer, född  4 november 1944 i Berkeley i Kalifornien, är en amerikansk skulptör och målare.
Michael Heizer är son till arkeologen Robert Heizer och utbildade sig på San Francisco Art Institute 1963–64 och bosatte sig i New York 1966.
I slutet av 1960-talet slog han sig ned i öknarna i Kalifornien och Nevada för att göra storskaliga jordkonstverk.  
Åren 1969-1970 gjorde han Double Negative'', vid vilket han sprängde bort 240.000 ton berg vid Mormon Mesa nära Overton i Great Basin Desert i Nevada i två diken med en sammantagen längd av 450 meter, vart och ett 15 meter djupt och 10 meter brett.
Åren 2011-2012 genomförde Michael Heizer för 65 miljoner kronor den permanenta installationen Levitated Mass för Los Angeles County Museum of Art. Han lät flytta ett 340 ton tungt granitblock från ett stenbrott i Kalifornien på en specialbyggt transportvagn till museets gård, där det fästes över ett djupt betongdike, i vilket åskådarna kan promenera och se blocket också underifrån.
Från 1972 till 2022 arbetade han med jordkonstverket City i Nevada.

## Verk i urval
- Double Negative, jordkonst 1969–1970, nära Overton i Nevada
- Adjacent, Against, Upon, 1976, Myrtle Edwards Park Seattle i Washington
- This Equals That, 1980, State Capitol Complex i Lansing i Michigan
- North, East, South, West, 1982, 5th Street/Flower Street i Los Angeles
- 45 Degrees, 90 Degrees, 180 Degrees, 1984, Rice University i Houston i Texas
- North, East, South, West, 1967/2002, Beacon i delstaten New York
- Levitated Mass, stenblock, 2012, utanför Los Angeles County Museum of Art i Los Angeles
- City, jordkonst, Nevada, påbörjat 1972, pågående mars 2021